# Cyligramma conradsi
Cyligramma conradsi är en fjärilsart som beskrevs av Emilio Berio 1954. Cyligramma conradsi ingår i släktet Cyligramma och familjen nattflyn. Inga underarter finns listade i Catalogue of Life.